# Ахмедли (Хатаинский район)
Ахмедли́ (или Ахмедлы́; азерб. Əhmədli) — посёлок городского типа в административном подчинении Хатаинского района города Баку, Азербайджан.
Расположен в южной части Апшеронского полуострова.
Статус посёлка городского типа с 1936 года. В посёлке находятся станции Бакинского метрополитена «Ахмедли» и «Ази Асланов». Непосредственно к Ахмедли примыкают посёлки (жилищные массивы) «8-й километр», «Гюнешли» и «Ени Гюнешли». 

## История
Название посёлок получил от старинного селения Ахмедли, упоминаемого как одно из сёл Бакинского ханства. 
Согласно местному преданию Ахмедли было основано двумя братьями-шахсевенами (этнографическая группа азербайджанцев), одного из которых звали Махмуд, а другого Ахмед. Первоначально именовалось «Гулай-Махмуд» (укрепление, замок Махмуда). Затем, по прошествии времени, название сменилось на Ахмедлы.
По данным списков населённых мест Бакинской губернии от 1870 года, составленных по сведениям камерального описания губернии с 1859 по 1864 годы, население деревни Ахмедлу или Кулам-Махмудъ Бакинского уезда считалось шахсевенами.
По сведениям 1873 года, опубликованным в изданном в 1879 году под редакцией Н. К. Зейдлица «Сборнике сведений о Кавказе», казённая деревня Ахмедлу (Кулам-Махмудъ) располагалась вблизи Бакинской бухты, состояла из 244 мужчин и 197 женщин, всего 80 дворов, народность жителей — «татары»-шииты (азербайджанцы-шииты).
Исторически Ахмедли делился на восемь махалля: Иман-гулу, Назар, Даглы, Новрузлы, Джафарлиляр, Гарт, Каджарлы, Дагарлы. Они созданы выходцами из различных местностей Азербайджана. В 1940-х годах XX века село в основном делилось на две махалля: Юхары и Ашагы. Жившие в Ашагы махалля, тире Новрузлу (один из исторических родов шахсевен) происходили от Ахмеда и Махмуда. Юхары махалля населяли даглы. Исконный язык села — азербайджанский тюркский.
Численность населения Ахмедли по данным переписей населения и Государственного статистического комитета Азербайджанской Республики:
| Год  | 1959 | 1970 | 1979 | 1989 | 2011   | 2013   | 2019   |
| ---- | ---- | ---- | ---- | ---- | ------ | ------ | ------ |
| Чел. | 4128 | 4750 | 7686 | 6362 | 10 600 | 10 700 | 10 974 |

## Достопримечательности
В Ахмедли расположена «Джума-мечеть», построенная в начале XX века. Также местной достопримечательностью является «Бакинский радиозавод», который был основан в годы Второй мировой войны и на котором первоначально выпускались военные радиостанции, а затем был налажен выпуск бытовой радиотехники и телевизоров «Рекорд» (по данным на 2006 год состоит на балансе Министерства оборонной промышленности Азербайджана).

## Экономика
Основным занятием жителей было овцеводство. Наряду с этим разводились крупный рогатый скот, лошади, верблюды и другие. С начала XX века начался переход ахмедлинцев на земледелие.
В конце XIX века сообщалось о незначительном разведении виноградников в селе Ахмедли. В 1901 году меценатом Гаджи Зейналабдин Тагиевым был построен текстильный комбинат. В советское время здесь работали завод автомобильных запчастей, «Радиозавод» и фабрика по выпуску тары. 
Основанный в 1948 году «Радиозавод» с 1984 года, после объединения с заводом «Робот», стал носить название Бакинское производственное объединение «Радиостроение». С сентября 2006 года его преемник, завод «Радиогурашдырма», продолжает свою деятельность в подчинении Министерства оборонной промышленности Азербайджанской Республики.

## Известные жители
- Ильгар Мирзаев — полковник Вооружённых сил Азербайджанской Республики, Национальный Герой Азербайджана[26].
- Тафсир Гулиев — партийный-хозяйственный руководитель советского времени, 1-й секретарь Девечинского райкома КПА

## Галерея
- Памятник шахидам Первой карабахской войны в Ахмедли
- Мечеть в Ахмедли
- Памятник участнику Первой карабахской войны шахиду Чингизхану Керимову на одноимённой улице в Ахмедли
- Двор в Ахмедли, улица Ашуга Алескера
- Памятник павшим в годы Великой Отечественной войны уроженцам Ахмедли с именами погибших